# Tito Del Bianco
Tito Del Bianco, nome d'arte di Sergio Del Bianco (Trieste, 3 luglio 1932 – Trieste, 8 dicembre 2020), è stato un tenore e musicologo italiano.

## Biografia
Studiò a Trieste con Augusta Rapetti Bassi e a Roma con Renata Cotogni e debuttò nel 1965 a New York nello Stabat Mater di Rossini diretto da Thomas Schippers.
Nello stesso anno si esibì nell'Otello verdiano all'ottavo Festival dei Due Mondi di Spoleto nel ruolo di protagonista, sempre sotto la direzione di Schippers.
Da allora, offrendo prove interpretative sempre forti e ricche di pathos, divenne grande interprete del repertorio tardo romantico e verista, specialmente nei ruoli dell'Otello verdiano (1966-1971, Teatro Regio di Parma; 1973, Bayerische Staatsoper di Monaco di Baviera; 1970, Mai Festival di Wiesbaden; 1971, Festival di Szeged; 1972, Festival di Varna), di Calaf nella Turandot di Giacomo Puccini (Teatro San Carlo, Napoli, 1965; Teatro Comunale di Bologna, 1969; Teatro Regio di Parma, 1970; Festival Puccini, 1971), di Radames nell'Aida (Teatro San Carlo di Napoli, 1968), di Pollione nella Norma (Teatro Comunale di Genova, 1967), di Faone nella Saffo di Pacini (Teatro San Carlo di Napoli, 1967), di Ismaele nel Nabucco (Teatro Verdi di Trieste, 1969), di Canio nei Pagliacci (Teatro Regio di Parma, 1969).
Svolse attività concertistica spaziando dal repertorio liederistico ai ruoli wagneriani.
Ritiratosi dalle scene nel 1982, insegnò al Conservatorio "G. Tartini" di Trieste e fu direttore artistico dell'Accademia Lirica "Augusta Rapetti Bassi". Nel 1978 fu tra i fondatori del Congresso Forum Festival per la creazione di un Festival Verdiano a Parma. Autore di numerose pubblicazioni in campo musicologico e storico-musicale, ricevette la Medaglia d'Oro Giuseppe Verdi dalla Corale Verdi di Parma nel 1967 e l'onorificenza di Commendatore dell'Ordine al merito della Repubblica Italiana nel 1998.